# Majlinda Kelmendi
Pour les articles homonymes, voir Kelmendi.
Majlinda Kelmendi, née le 9 mai 1991 à Pejë, est une judokate kosovare en activité évoluant dans la catégorie des moins de 52 kg. Double championne du monde en 2013 et 2014, et championne d'Europe, en 2014 et 2016, elle remporte lors des Jeux olympiques 2016 de Rio de Janeiro le seul titre manquant à son palmarès, l'or olympique. Elle remporte ensuite des  titres continentaux, le championnat d'Europe 2017 et les Jeux européens 2019, année où elle remporte une nouvelle médaille mondiale, puis le bronze lors des Championnats du monde de 2019.

## Biographie
Majlinda Kelmendi nait à Pejë,,, aussi appelé Peja, dans l'ouest du Kosovo. C'est à l'âge de huit ans, sous l'influence de sa sœur ainée qu'elle commence le judo au dojo local.
Elle remporte son premier tournoi international à Sarajevo, en 2006. En 2009, elle remporte les championnats d'Europe des moins de 20 ans à Yerevan où elle concourt sous les couleurs de l'Albanie. Un mois plus tard, sous les couleurs de la Fédération internationale qu'elle remporte les championnats du monde de la même catégorie d'âge, à Paris. Le mois de mai suivant, elle remporte son premier tournoi classé Grand Prix, le Grand Prix de Tunis. Elle participe à ses premiers championnats du monde, les mondiaux de Tokyo où elle termine neuvième, toujours sous les couleurs de la Fédération internationale. Elle remporte un nouveau titre européen, toujours en moins de 20 ans, à Samokov. En fin d'année, elle termine à une cinquième place au Grand Prix de Rotterdam puis aux championnats du monde moins de 20 ans à Agadir.
Début janvier 2011, elle termine cinquième du Masters mondial de Bakou, puis du Grand Slam de Paris, elle obtient une deuxième place au Grand Prix de Düsseldorf. Elle remporte deux tournois classés coupe du monde, à Rome et Minsk avant de remporter son deuxième tournoi Grand Prix, le tournoi d'Abu Dhabi. 
Cinquième du Masters mondial d'Almaty et du tournoi de Paris, son classement mondial lui permet de se qualifier pour les Jeux olympiques de 2012 à Londres. En raison d'un lobbying de la part de la Serbie, le Kosovo n'est toujours pas reconnu par le Comité international olympique (CIO) et Kelmendi, alors sixième mondiale, ne peut participer aux Jeux sous la bannière kosovare. La solution de voir les athlètes kosovars concourir sous les couleurs olympiques est également bloquée par la Serbie et ses alliés. Elle peut finalement disputée le tournoi olympique sous les couleurs de l'Albanie, son deuxième passeport. Elle est éliminée au deuxième tour par la Mauricienne Christianne Legentil. Elle se succède à elle-même au palmarès du tournoi d'Abu Dhabi et remporte en novembre les championnats européens des moins de 23 ans à Prague.
En début d'année 2013, elle est battue en finale du tournoi de Paris par la Japonaise Yuki Hashimoto. Après des victoires lors des Grand Prix Düsseldorf et de Grand Prix de Samsun, elle remporte une médaille de bronze lors des championnats d'Europe disputés à Budapest, compétition remportée par la Russe Natalia Kuzyutina devant la Roumaine Andreea Chițu. En mai, elle remporte le Masters mondial de Tyumen, en battant la Mongole Tsolmon Adiyasambuu. Aux championnats du monde 2013 à Rio de Janeiro, elle remporte son premier titre mondial, sous les couleurs du Kosovo, le premier pour son pays, en battant en finale la Brésilienne Érika Miranda. 
En début d'année, elle remporte le tournoi de Paris, face à la Finlandaise Jaana Sundberg, puis enchaîne par une victoire au Grand Prix de Samsun. Elle s'impose ensuite lors des championnats d'Europe de Montpellier, face à Natalia Kuziutina, et puis lors au Grand Prix Budapest. Elle participe ensuite aux championnats du monde de Tcheliabinsk où elle s'impose avec un yuko et un waza-ari face à Andreea Chițu. En octobre, elle remporte le tournoi d'Abu Dhabi qui a désormais un statut de Grand Chelem, battant une nouvelle fois Andreea Chițu.
En janvier 2015, elle se rompt les ligaments du genou lors de sa préparation. Peu avant son retour en compétition, elle connait des problèmes de dos et doit déclarer forfait pour les mondiaux d'Astana. Après avoir fait son retour de blessure lors de tournois de coupe d'Europe, elle remporte en octobre 2015 son troisième tournoi de Paris, face à la Suissesse Evelyne Tschopp. En fin du mois, elle concède sa première défaite depuis 2013 lors de la demi-finale du tournoi d'Abu Dhabi, face à la Brésilienne Erika Miranda.
Dès l'annonce de la reconnaissance par le CIO du Kosovo, indépendant depuis 2008, comme 205e Comité national olympique le 9 décembre 2014 à Monaco, Elle est choisie comme porte-drapeau de la délégation kosovare aux Jeux olympiques d'été de 2016. Favorite de l'épreuve des moins de 52 kilos, elle obtient le 7 août 2016 la médaille d'or, battant en finale l'Italienne Odette Giuffrida par yuko. Cette médaille, sa première médaille olympique, est également la première médaille olympique du Kosovo.
En début d'année 2017, elle remporte le tournoi de Paris face à la Japonaise Natsumi Tsunoda sur waza-ari. Malgré une blessure au dos, elle conserve son titre européen, son troisième, en s'imposant en finale face à la Russe Alesya Kuznetsova qui vient de changer de catégorie cette saison. Lors des championnats du monde à Budapest, elle est battue par la Japonaise Ai Shishime en demi-finale, puis par Érika Miranda lors du match pour la médaille de bronze.

## Palmarès

### Compétitions internationales
| Année | Compétition           | Lieu           | Résultat | Catégorie      |
| ----- | --------------------- | -------------- | -------- | -------------- |
| 2013  | Championnats d'Europe | Budapest       | 3e       | Moins de 52 kg |
| 2013  | Championnats du monde | Rio de Janeiro | 1re      | Moins de 52 kg |
| 2014  | Championnats d'Europe | Montpellier    | 1re      | Moins de 52 kg |
| 2014  | Championnats du monde | Tcheliabinsk   | 1re      | Moins de 52 kg |
| 2016  | Championnats d'Europe | Kazan          | 1re      | Moins de 52 kg |
| 2016  | Jeux olympiques       | Rio de Janeiro | 1re      | Moins de 52 kg |
| 2017  | Championnats d'Europe | Varsovie       | 1re      | Moins de 52 kg |
| 2019  | Jeux européens        | Minsk          | 1re      | Moins de 52 kg |
| 2019  | Championnats du monde | Tokyo          | 3e       | Moins de 52 kg |

### Tournois Grand Chelem et Grand Prix
| Année | Compétition           | Lieu       | Résultat | Catégorie      |
| ----- | --------------------- | ---------- | -------- | -------------- |
| 2010  | Grand Prix Tunis      | Tunis      | 1re      | Moins de 52 kg |
| 2011  | Grand Prix Düsseldorf | Düsseldorf | 2e       | Moins de 52 kg |
| 2011  | Grand Prix Abu Dhabi  | Abu Dhabi  | 1re      | Moins de 52 kg |
| 2011  | Grand Prix Amsterdam  | Amsterdam  | 3e       | Moins de 52 kg |
| 2012  | Grand Prix Abu Dhabi  | Abu Dhabi  | 1re      | Moins de 52 kg |
| 2013  | Grand Slam Paris      | Paris      | 2e       | Moins de 52 kg |
| 2013  | Grand Prix Düsseldorf | Düsseldorf | 1re      | Moins de 52 kg |
| 2013  | Grand Prix Samsun     | Samsun     | 1re      | Moins de 52 kg |
| 2013  | Masters mondial       | Tioumen    | 1re      | Moins de 52 kg |
| 2014  | Grand Slam Paris      | Paris      | 1re      | Moins de 52 kg |
| 2014  | Grand Prix Samsun     | Samsun     | 1re      | Moins de 52 kg |
| 2014  | Grand Prix Budapest   | Budapest   | 1re      | Moins de 52 kg |
| 2014  | Grand Slam Abu Dhabi  | Abu Dhabi  | 1re      | Moins de 52 kg |
| 2015  | Grand Slam Abu Dhabi  | Abu Dhabi  | 3e       | Moins de 52 kg |
| 2015  | Grand Slam Paris      | Paris      | 1re      | Moins de 52 kg |
| 2016  | Grand Prix Budapest   | Budapest   | 1re      | Moins de 52 kg |
| 2016  | Grand Slam Paris      | Paris      | 1re      | Moins de 52 kg |
| 2017  | Grand Slam Paris      | Paris      | 1re      | Moins de 52 kg |
| 2018  | Grand Slam Abu Dhabi  | Abu Dhabi  | 2e       | Moins de 52 kg |
| 2018  | Grand Prix Tashkent   | Tashkent   | 1re      | Moins de 52 kg |
| 2019  | Grand Prix Tel Aviv   | Tel Aviv   | 1re      | Moins de 52 kg |
| 2019  | Grand Slam Düsseldorf | Düsseldorf | 1re      | Moins de 52 kg |
| 2019  | Grand Slam Abu Dhabi  | Abu Dhabi  | 1re      | Moins de 52 kg |
| 2021  | Masters mondial       | Doha       | 3e       | Moins de 52 kg |
| 2021  | Grand Slam Tel Aviv   | Tel Aviv   | 3e       | Moins de 52 kg |